# Olivier Gélébart
Olivier Gélébart est un gardien et entraîneur de rink hockey français né le 23 février 1975. Il évolue au niveau international avec l'équipe de France. Il est gardien du club SPRS Ploufragan qui évolue en première division française.   

## Biographie
Gélébart est né le 23 février 1975 en Bretagne. Le Breton joue d'abord au hockey sur glace aux Albatros de Brest de 10 à 13 ans. Il déménage ensuite à Plouguerneau, où il a commencé le rink hockey à l'APPR Plouguerneau. A quinze ans, le jeune Gélébart est sélectionné pour la première fois en équipe nationale jeune, après seulement deux ans de pratique. Il évoluera ensuite près de 250 fois en sélection. Olivier Gélébart partira ensuite au club de HC Quévert où il jouera durant la majeure partie de sa carrière. En 1997, il est sélectionné pour la première fois en équipe de France A et avec laquelle il gagnera six championnats de France. De la saison 2008-2009 à 2010-2011, il est aussi entraîneur de Quévert. Il est remplacé par l'ex-international Stéphane Liscoët qui arrive de Ploufragan. En 2014, il reprend temporairement la fonction de gardien-entraîneur de l'équipe, conjointement avec le joueur international Sébastien Furstenberger.
À l'issue de la saison 2013-2014, Olivier Gélébart annonce prendre sa retraite sportive. Il évolue alors en loisir dans une équipe réserve du PA Créhen. Cependant, le championnat du monde 2015 organisé en France, à La Roche-sur-Yon, le pousse à revenir sur sa décision. Ainsi, en septembre 2015, il intègre l'équipe première du SPRS Ploufragan, club breton évoluant en Nationale 1. Ce retour en première division lui permet également de retourner en équipe nationale: il participe au championnat d'Europe 2016 au Portugal.

## Palmarès

### En club
- Vainqueur du Championnat de France en 1997, 1998, 1999, 2000, 2008 et 2012

- Deuxième du Championnat de France en 1996, 2001, 2003, 2004, 2009, 2010

et 2013
- Vainqueur de la Coupe de France en 2008 et 2013

- Finaliste de la Coupe de France en 2002, 2004, 2009 et 2012

### En équipe nationale
- Troisième du Championnat d'Europe en 2010

### Distinctions personnelles
- Sportif de la semaine du journal Le Télégramme[9]